# Mîrne, Kobeleakî
Mîrne (în ucraineană Мирне) este un sat în comuna Jukî din raionul Kobeleakî, regiunea Poltava, Ucraina.

## Demografie
Componența lingvistică a localității Mîrne
     Ucraineană (92,95%)
     Rusă (6,64%)
Conform recensământului din 2001, majoritatea populației localității Mîrne era vorbitoare de ucraineană (92,95%), existând în minoritate și vorbitori de rusă (6,64%).